# James Bell Pettigrew
James Bell Pettigrew, född 26 maj 1834 i Roxhill, Calderbank, North Lanarkshire, död 30 januari 1908 i Saint Andrews, var en skotsk fysiolog. 
Pettigrew var från 1875 till sin död professor vid Saint Andrews universitet. Han verkade med framgång som uppsyningsman vid medicinska museer och som föreläsare samt studerade hjärtats, munnens, urinblåsans och livmoderns nerv- och muskelsystem. I avhandlingen On the Physiology of Wings (i Royal Societys i Edinburgh "Transactions" 1870) lämnade han bidrag till kännedomen om insekternas, fladdermössens och fåglarnas flykt. År 1873 utgav han Animal Locomotion, or Walking, Swimming and Flying; with a Dissertation on Aëronautics, vilket arbete prisbelönades av franska vetenskapsakademien och översattes till flera språk, samt 1874 föreläsningsserien On the Physiology of the Circulation in Plants, in the Lower Animals and in Man.